# Jorge Prelorán
Jorge Ricardo Preloran (Buenos Aires, Argentina; 28 de mayo de 1933-Culver City, Estados Unidos; 28 de marzo de 2009), actor y director fue uno de los principales referentes del cine etnográfico argentino.

## Actividad profesional
Sus obras documentan las llamadas “culturas moribundas”, denunciando el proceso de transculturación  producido en las zonas rurales argentinas, debido a la influencia de los nuevos elementos introducidos por la tecnología, (radio, bicicleta, automóvil), y a la capacidad de adaptación del hombre para controlar el ambiente donde vive.
Sus películas documentales se refieren a los seres humanos y sus actividades, y funcionan a manera de testimonios de la multiplicidad de culturas existentes en el mundo.
Sus personajes siempre pertenecen a zonas rurales marginales con poco acceso a los medios de comunicación.
Preloran define su cine como "Geografía Humana"; con sus películas intenta demostrar que los deseos y aspiraciones del ser humano son básicamente iguales en cualquier lugar de la tierra, y esa semejanza es tan fuerte que las diferencias materiales se acaban tornando superficiales y poco importantes.
Preloran se propuso reducir las distancias y el racismo  a través del conocimiento profundo de otros pueblos.
Se opone a los documentales etnográficos que enfocan solamente lo exótico y lo extraño de otras culturas.
De temperamento humilde, libre de prejuicios metropolitanos de superioridad y de todo afán de prestigio personal, sus películas fueron producidas con mucho esfuerzo y escasos recursos, pese al reconocimiento que últimamente ha tenido su tarea.
Preloran ha enseñado en la School of Theater, Film and Television at UCLA de 1976 a 1994. En 2007 donó sus archivos al Human Studies Film Archives, Smithsonian Institution, donde se preservan sus películas.] 
Desarrolló también su actividad docente en la Argentina, siendo director de la Maestría de cine documental de la Universidad del Cine (Buenos Aires)
En 1981 le fue otorgado el Premio Konex de Platino concedido por la Fundación Konex, por su larga trayectoria y contribución a la cultura.
Preloran falleció en Culver City en 2009, a los 75 años de edad.

## Filmografía
- 1994 – Onsesivo (corto)
- 1993 – Patagonia, en busca de su remoto pasado (Serie televisiva en siete partes)
- 1989 – Zulay frente al siglo XXI (largometraje documental)
- 1983 - Mi tía Nora (largometraje)
- 1980 - Luther Metke at 94 (cortometraje documental)
- 1980 – Castelao (Biografía de un ilustre gallego)
- 1980 – Héctor di Mauro. Titiritero (corto)
- 1978 - Los hijos de Zerda (documental)
- 1978 – La máquina (corto)
- 1970 – La iglesia de Yavi (corto)
- 1975 – Cochengo Miranda (documental)
- 1974 – Los Guarao (corto)
- 1973 – The Ona: life and death in Tierra del Fuego (fotografía y edición)
- 1972 - Valle fértil
- 1972 – Claudia (corto)
- 1972 – La iglesia de Yavi (corto)
- 1971 – Remate en estancia (corto)
- 1971 – The redtailed Comet Hummingbird (productor y editor) (corto)
- 1971 – Manos pintadas (corto)
- 1971 – El grno dorado (corto)
- 1970 – Damacio Caitruz (Araucanos de Ruca Choroy) (corto)
- 1969 – Medardo Pantoja (corto)
- 1969 – Hermógenes Cayo (Imaginero), (documental musicalizado por Leda Valladares)
- 1969 – Fiestas en Volcán Higueras (corto)
- 1969 – Señalada en Juella (corto)
- 1969 – La feria en Yavi (corto)
- 1968 – Iruya (corto)
- 1968 – Chucalezna (corto)
- 1968 - Araucanos de Ruca Choroy (documental)
- 1968 – Artesanías santiagueñas (corto)
- 1967 – Un tejedor de Tilcara (corto)
- 1967 – Salta y su fiesta grande (corto)
- 1967 – El Tinkunaco (corto)
- 1966 – Claudia y yo (corto)
- 1966 – Purmamarca (corto)
- 1966 – Viernes Santo en Yavi (corto)
- 1966 – Quilino (corto)
- 1966 – Ocurrido en Hualfin (COdirigido con Raymundo Gleyzer) (corto)
- 1966 - Casabindo (corto)
- 1965 – El gaucho de Corrientes (corto)
- 1965 – Feria en Simoca (corto)
- 1965 – Máximo Rojas, monturero criollo (corto)
- 1965 – Reptiles fósiles triásicos de la Argentina (corto)
- 1965 – El estudio de los vegetales (corto)
- 1965 – Dinosaurs - the age of reptiles (corto)
- 1965 – La biología experimental (corto)
- 1964 – Potencial dinámico de la República Argentina (corto)
- 1964 – Anfibios, reproducción y desarrollo (corto)
- 1963 – Costa patagónica (corto)
- 1963 – La Patagonia argentina (corto)
- 1963 – Costumbres neuquinas (corto)
- 1963 – El gaucho de Salta (corto)
- 1963 – El gaucho argentino hoy (corto)
- 1963 – El gaucho de las Pampas (corto)
- 1963 – El gaucho de Corrientes (corto)
- 1954 – El llanero (corto)
- 1965 – Ocurrido en Hualfín (medio metraje)
- 1951 – Deat, Be not Proud (corto)
- 1959 – This is the UCLA (corto)
- 1958 – Mackinac Island
- 1957 – The invictorius one
- 1956 – At the tree o'clock
- 1954 – Venganza (corto)

## Premios y distinciones
Premios Óscar
| Año  | Categoría              | Película           | Resultado |
| ---- | ---------------------- | ------------------ | --------- |
| 1981 | Mejor documental corto | Luther Metke at 94 | Nominado  |